# 河井町
座標: 北緯37度23分37秒 東経136度54分25秒 / 北緯37.393616度 東経136.906967度
河井町（かわいまち）は、石川県輪島市にある地名。

## 地名の由来
河原田川と鳳至川の合流点付近（輪島川の東岸）に位置することから、かつては「河合」と記されたが、その後「河井」と表記されるようになったという（能登名跡志）。

## 観光スポット
- 輪島朝市
- 道の駅輪島（ふらっと訪夢）
- 重蔵神社
- 馬場崎通り
- 五島屋
- 永井豪記念館
- 輪島温泉郷 [7]

## 令和6年能登半島地震による被害

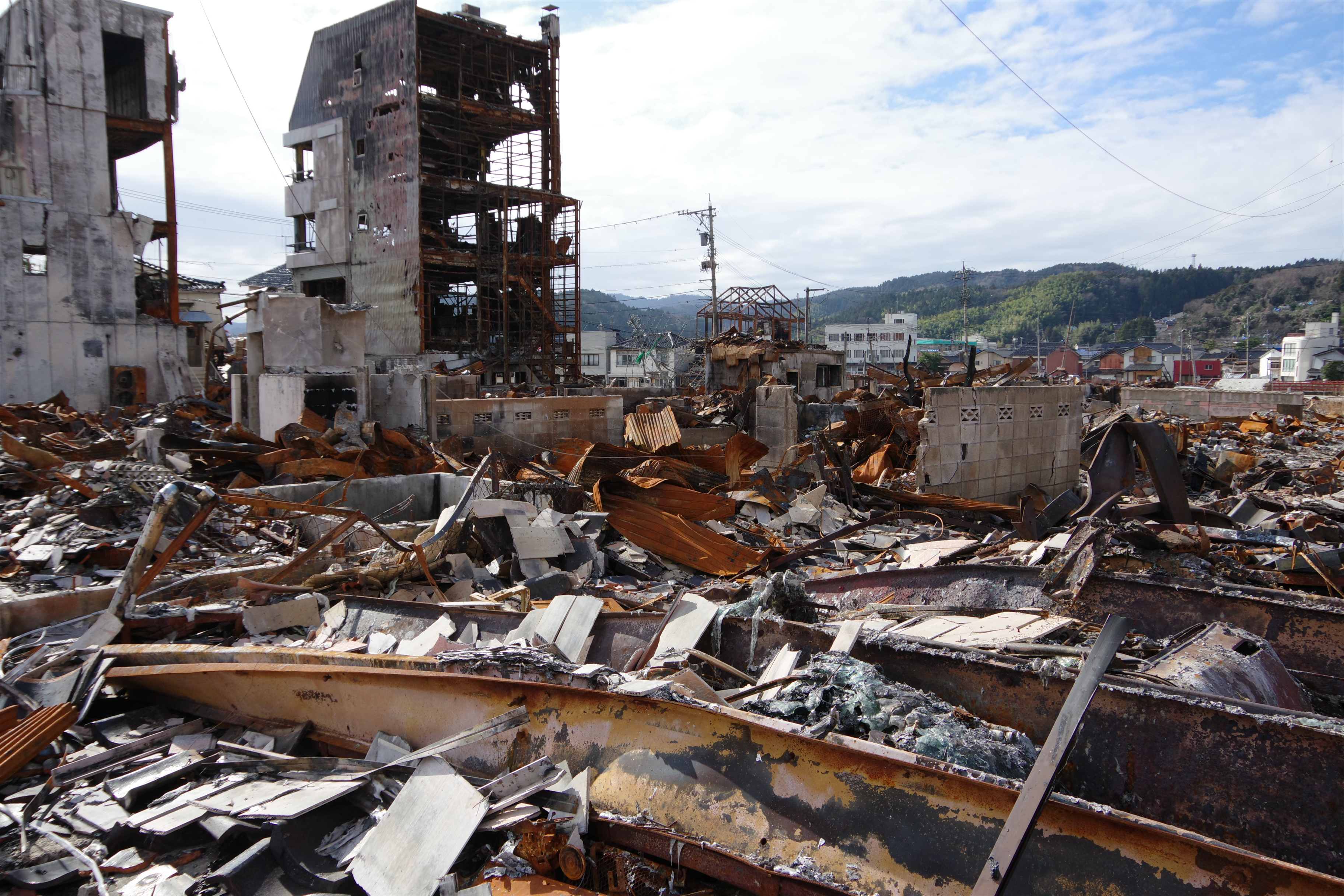
火災によって焼け跡となった河井町の輪島朝市通り

2024年の元日に発生した能登半島地震により、輪島市河井町（震度6強の激しい揺れを観測）は壊滅的な被害を受けた。

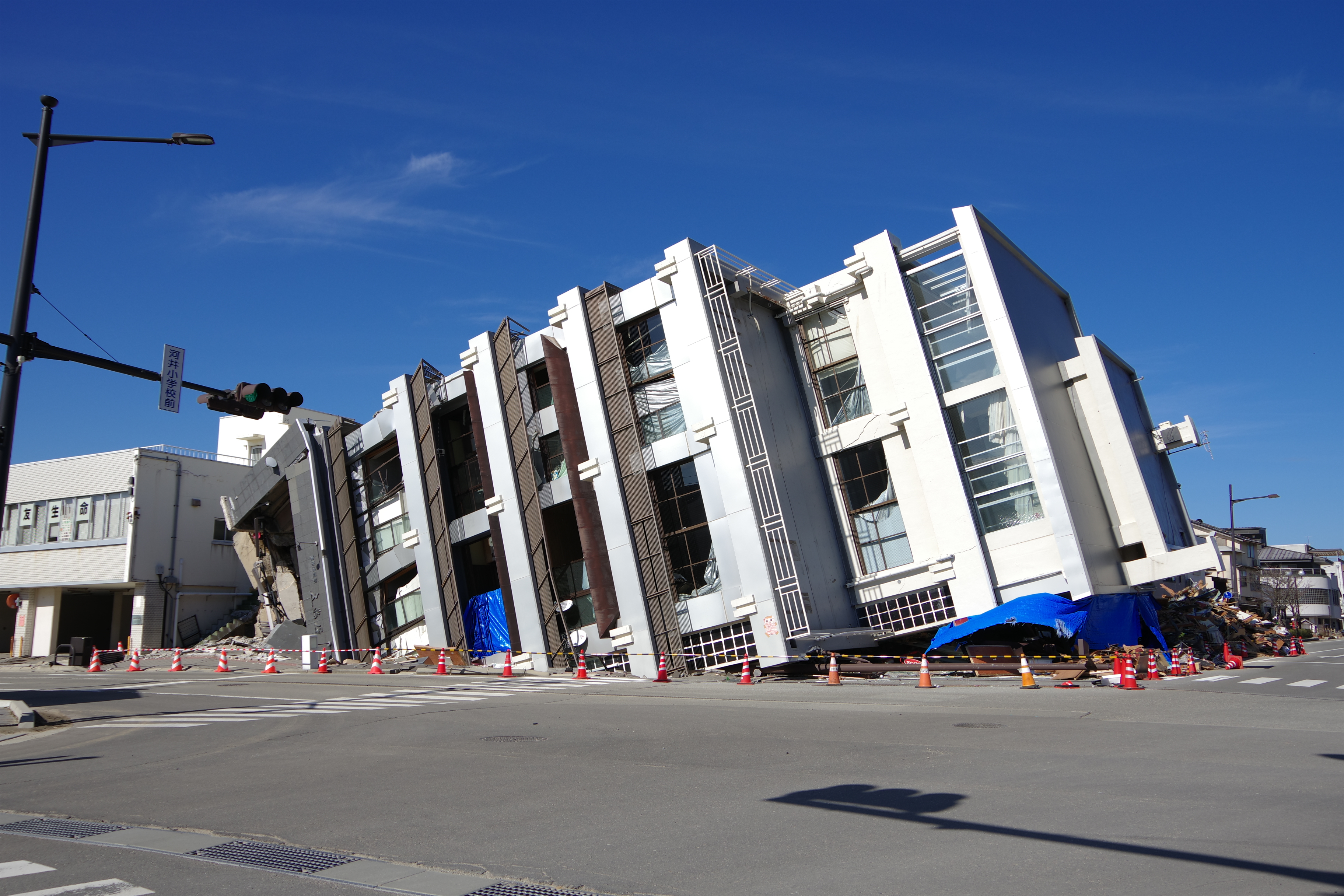
激震で転倒した河井町のビル

ビルの倒壊

河井町では激震で漆芸の株式会社五島屋の本社ビル（鉄筋コンクリート造り・7階建て）が倒壊して横倒しになり、隣にあった木造3階建ての店舗兼住宅（居酒屋「わじまんま」）が巻き込まれて下敷きになるという極めて異例な被害が出た。
これにより、ビルに押し潰された居酒屋の店主の妻と娘が犠牲になった。妻娘を失った店主の男性はその後、神奈川県川崎市で同じ名前の新たな店をオープンさせている。
その後の調査により、このビルの倒壊は、杭基礎で支えられた建物が地震で倒壊した国内初の事例である可能性が指摘された。
地震から10ヶ月後の11月5日、公費解体の作業が始まった。
大規模な火災

輪島朝市通りでは大規模な火災が発生し、焼け野原と化した（灰燼に帰した）。これにより、河井町では住宅など約200棟が全焼するなどした。この大火災により、朝市通りにあった永井豪記念館や輪島ドラマ記念館なども全焼（焼失）してしまった。
地震後の豪雨
地震から8ヶ月後、被災地である奥能登地方は記録的な集中豪雨に襲われた。いわゆる能登半島豪雨である。河井町では河原田川が氾濫し、多数の住宅が床上浸水するなどした。能登半島は地震と豪雨の「二重被災」となってしまったのである。